# Duchi d'Alvernia
I duchi d'Alvernia erano signori di una parte dell'Alvernia (all'epoca divisa tra i Duchi, i Conti d'Alvernia, i Delfini d'Alvernia e i vescovi di Clermont). Il ducato fu fondato da Giovanni II il Buono, re di Francia, nel 1360.

## Duchi d'Alvernia
- 1360-1416: Giovanni di Francia (1340-1416), conte di Poitiers, poi duca di Berry e d'Alvernia e conte di Montpensier, figlio di Giovanni II di Francia e Bonne di Lussemburgo.
- 1416-1434: Maria di Berry (v. 1375-1434), duchessa d'Alvernia e contessa di Montpensier, figlia di Giovanni di Berry e Jeanne d'Armagnac.
- 1416-1434: Giovanni I di Borbone (1381-1434), terzo sposo di Maria di Berry.
- 1434-1456: Carlo I di Borbone (1401-1456), figlio di Giovanni di Borbone e Maria di Berry.
- 1456-1488: Giovanni II di Borbone (1426-1488), figlio di Carlo I di Borbone.
- 1488-1488: Carlo II di Borbone, arcivescovo di Lione, fratello di Carlo I di Borbone e fratello di Giovanni.
- 1488-1503: Pietro II di Borbone (1438-1503) (prima signore di Beaujeu), figlio di Carlo I di Borbone e fratello di Giovanni e Carlo II.
- 1505-1521: Carlo III di Borbone-Montpensier (1490-1527), cugino di Pietro II. Nel 1521, Francesco I di Francia confiscò tutti i possedimenti di Carlo III di Borbone, che comprendevano, oltre all'Alvernia, anche il Borbone e Montpensier. Francesco I darà l'Alvernia a sua madre Luisa.
- 1521-1531: Luisa di Savoia (1476 † 1531), nipote di Carlo I di Borbone, madre di Francesco I.
- 1531: il Ducato d'Alvernia tornò nel dominio reale.